# Solomys
Solomys és un gènere de rosegadors miomorfs de la família dels múrids. Són endèmics de les Illes Salomó. Conté les següents espècies:
- Solomys ponceleti (Troughton, 1935)
- Solomys salamonis (Ramsay, 1883)
- Solomys salebrosus (Troughton, 1936)
- Solomys sapientis (Thomas, 1902)
- Solomys spriggsarum † (Flannery i Wickler, 1990)